# UPC Románia
A UPC Románia egy romániai távközlési vállalat volt, amely körülbelül 1 millió ügyfelet szolgált ki. Vodafone megvásárolta a társaságot, és a román Vodafone része lett.

## Története
A Liberty Global 1993 óta Romániában több helyi kábeltársaságban szerzett részesedést.
A román UPC-t 1999 októberében alapította meg a Liberty Global. 2000-ben 115 000 előfizetője volt. 2003 elején a UPC megvett több helyi kábeltelevíziós társaságot Bukarestben, Botosánban, Kolozsváron, Foksányban, Ploieștiben és Sepsiszentgyörgyön. 2005 elején a UPC-nek 333 000 előfizetője volt Románia 40 városában.

Liberty Global

2005-ben a Liberty Global 420 millió dollárért megvásárolta a román Astral Telecomot, és 1,31 millió ügyféllel jelentős szolgáltatóvá vált.
2005. május 19-én a UPC megvásárolta a Focus Sat részvényeinek 50%-át. 2006 áprilisában pedig átvette a társaság teljes irányítását, miután megvásárolta a részvények fennmaradó 50%-át is a cégtől.
2018 decemberében a társaság Focus Sat-ot eladta az M7 Csoportnak. Ezt az eladást a szükséges engedélyek után, 2019 tavaszán bonyolították le.
2019. július 31-én a Vodafone megvásárolta a társaságot, és 2020. március 31-én beolvadt a román Vodafone-ba.

## Fordítás
Ez a szócikk részben vagy egészben  az   UPC Romania című angol Wikipédia-szócikk ezen változatának fordításán alapul.  Az eredeti cikk szerkesztőit annak laptörténete sorolja fel. Ez a jelzés csupán a megfogalmazás eredetét és a szerzői jogokat jelzi, nem szolgál a cikkben szereplő információk forrásmegjelöléseként.